# Трошель, Франц Герман
Франц Герман Трошель (нем. Franz Hermann Troschel; 10 октября 1810, Шпандау — 6 ноября 1882, Бонн) — немецкий зоолог.

## Биография
С 1831 года изучал в Берлине естественные науки. В 1844 году в качестве приват-доцента Берлинского университета начал читать лекции по зоологии. Уже в 1840 году Трошель был назначен учёным хранителем Зоологического музея в Берлине, откуда он в 1849 году перешёл ординарным профессором зоологии (естественных наук) в Бонн. Научные исследования Трошеля касаются преимущественно морфологии моллюсков, рыб и пресмыкающихся и помещены, за немногими исключениями, в издаваемом Трошелем с 1848 года журнале «Archiv für Naturgeschichte». В этом же журнале Трошель публиковал годичные отчёты о научных исследованиях в области моллюсков, амфибий и других классов животных.

## Труды
В своей крупной работе: «Das Gebiss der Schnecken zur Begründung einer natürlichen Klassifikation untersucht» (Берл., 1856—79, 2 т.; продолжение Тиле, с 1891 г.) Трошель пытался установить классификацию улиток на основании образования и расположения зубчиков и пластинок, составляющих вооружение радулы. Кроме того, Трошель написал «Handbuch der Zoologie» (Б., 7 изд., 1871).

## Почести
Питер Блекер назвал вид рыб семейства рыб-попугаев в честь Трошеля Chlorurus troschelii. Также в честь учёного названы морская звезда Evasterias troschelii, брюхоногий моллюск Murex troscheli и пресноводный брюхоногий моллюск Bithynia troschelii.